# Jastrzębie Zdrój Górne
Jastrzębie Zdrój Górne – zlikwidowany przystanek kolejowy w Jastrzębiu-Zdroju w województwie śląskim. Znajdował się na wysokości 254 m n.p.m.

## Historia
Początkowo funkcjonowała stacja kolejowa otwarta 1 czerwca 1911 roku. W ówczesnej wsi Jastrzębie Górne zbudowano budynek dworcowy z kasą biletową i małą nastawnią z pomieszczeniem dróżnika. Na parterze znajdowały się kasy biletowe, pomieszczenie bagażowe oraz poczekalnia. Na piętrze urządzono pomieszczenia mieszkalne. Dawniej dodatkowo istniała bocznica kolejowa i skład drewna zlikwidowane w 1984 roku podczas elektryfikacji linii kolejowej oraz przebudowy na przystanek kolejowy. 18 lutego 2001 zawieszono regularne przewozy pasażerskie z Pawłowic do Jastrzębia Zdroju oraz zlikwidowano przystanek i wydzierżawiono dworzec kolejowy na działalność gospodarczą.